# Wolfgang Lechner

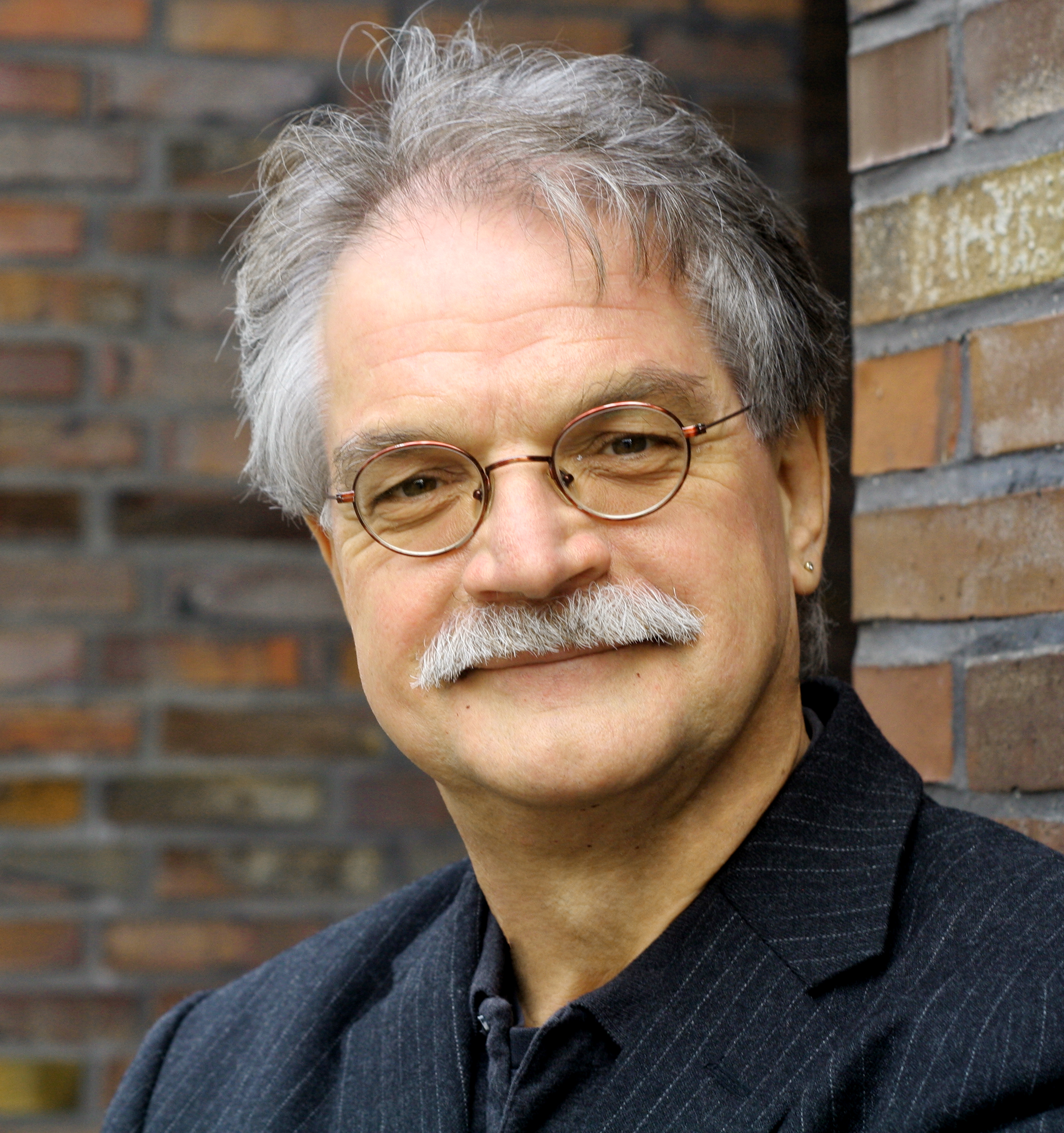
Wolfgang Lechner (2012)

Wolfgang Lechner (* 28. Juni 1953 in Schwaz, Tirol; Pseudonym: Rafi Reiser) ist ein österreichischer Journalist.

## Leben
Lechner studierte Germanistik und Vergleichende Literaturwissenschaften in Innsbruck, Wien und an der Freien Universität Berlin und promovierte 1977 an der Universität Innsbruck über Mechanismen der Literaturrezeption in Österreich am Beispiel Ödön von Horváths.
Seit 1978 war er Redakteur, seit 1984 Leitender Redakteur der Zeitschrift Eltern in München und wurde 1985 Chefredakteur der katholischen Jugendzeitschrift Junge Zeit in Augsburg. Nach Konflikten mit den Geldgebern des Blattes, den bayerischen Bischöfen, wechselte er 1989 nach Hamburg und wurde Redakteur beim Zeitmagazin der Wochenzeitung Die Zeit. Für das Zeitmagazin, von 1999 bis 2007 auch für das Zeit-Ressort „Leben“, berichtete er unter anderem aus Israel, Palästina, Ägypten, Tunesien, Ruanda, Burundi, aus dem ostkongolesischen Rebellengebiet, aus dem Oman, dem Libanon, aus Syrien, Indien, Nepal, Thailand, Vietnam, den USA, aus Kuba, Antigua, Grenada, Brasilien, Chile und Argentinien, sowie aus den meisten europäischen Staaten.
1992 gewann er den Katholischen Journalistenpreis der Deutschen Bischofskonferenz für eine Reportage über das Caritas Baby Hospital in Bethlehem.
In der Redaktion des Zeitmagazins war Lechner lange Jahre verantwortlich für die Rätselseiten („Spielen“) und für die Kolumne von Wolfram Siebeck. Er initiierte das seit 2000 jährlich stattfindende Zeit-Scrabble-Turnier, das traditionsreichste Scrabble-Turnier deutscher Sprache, und betreute von 2000 bis 2013 den Zeit-Kochwettbewerb für Hobbyköche.
Von April 2010 bis Oktober 2015 war Lechner Ressortleiter für die Seite „ZEIT der Leser“, von November 2015 bis November 2018 arbeitete er für die ZEIT als Chef vom Dienst, war danach Reporter und ist seit 1. August 2019 Autor des Blattes.

## Bücher

### Als Autor
- Mechanismen der Literaturrezeption in Österreich am Beispiel Ödön von Horváths. (Dissertation Universität Innsbruck 1977). Stuttgarter Arbeiten zur Germanistik Bd. 46, Akademischer Verlag Hans-Dieter Heinz, Stuttgart 1978, ISBN 3-88099-047-6.
- Lach doch wieder, kleiner Rafael! Was ein Vater durch den Unfall seines Sohnes gelernt hat. Verlag Herder, Freiburg 1994, ISBN 3-451-04294-0.
- Rafi Reisers Planquadrat. Vierzig Städterätsel. Mit Illustrationen von Susanne Kleiber. insel taschenbuch Bd. 1690, Insel Verlag, Frankfurt am Main 1995, ISBN 3-458-33390-8.
- Rafi Reisers Insel-Rätsel. Die vierzig schönsten Insel-Rätsel aus dem ZEITmagazin. Illustriert von Gisela Breuer, Gunther Kaiser und Wolfgang Schliephack. insel taschenbuch Bd. 1884, Insel Verlag, Frankfurt am Main 1996, ISBN 3-458-33584-6.
- Rafi Reisers Photo-Rätsel. Vierzig Rätsel aus dem ZEITmagazin zu Photographien von Jochen Knobloch. insel taschenbuch Bd. 2220, Insel Verlag, Frankfurt am Main 1998, ISBN 3-458-33920-5.
- Essen - und ein paar andere schönste Dinge. Ein kleines Lustbrevier. Verlag Herder, Freiburg 2004, ISBN 3-451-07024-3.
- Essen und ein paar andere schönste Dinge. Ein kleines Genussbrevier. Neuausgabe. Verlag Herder, Freiburg 2009, ISBN 978-3-451-30234-3.

### Als Herausgeber
- (mit Robert Schäfer) Treffpunkt unsere Welt. Reportagen, Fotos, Texte. Verlag Herder, Freiburg 1988, ISBN 3-451-21272-2.
- DIE ZEIT Spiele. Logeleien, Wortspiele, Insel-Rätsel und Um-die-Ecke-Gedachtes aus der Redaktion. Rowohlt Verlag, Reinbek 2004, ISBN 3-499-61687-4.
- DIE ZEIT Spiele. Weihnachtliche Logeleien, Wortspiele, Insel-Rätsel und Um-die-Ecke-Gedachtes aus der Redaktion. Rowohlt Verlag, Reinbek 2004, ISBN 3-499-61953-9.
- DIE ZEIT Spiele. Sommerliche Logeleien, Wortspiele, Insel-Rätsel und Um-die-Ecke-Gedachtes aus der Redaktion. Rowohlt Verlag, Reinbek 2005, ISBN 3-499-62002-2.
- Wolfram Siebeck: Deutsche Klassiker. 10 Spitzenköche zu Gast. Hölker, Münster 2005, ISBN 3-88117-696-9.
- Was mein Leben reicher macht. Glücksmomente aus dem Alltag. Knaur, München 2012, ISBN 978-3-426-65511-5.
- Was mein Leben reicher macht. Glücksmomente für jeden Tag 2014. Harenberg Wissenskalender. Harenberg, Mannheim 2013, ISBN 978-3-8400-1040-8.
- Was mein Leben reicher macht. Glücksmomente für jeden Tag 2015. Harenberg Wissenskalender. Harenberg, Mannheim 2014, ISBN 978-3-8400-0986-0.
- (mit Jutta Hoffritz) Ein Gedicht! Klassische Lyrik neu verfasst. Verlag Herder, Freiburg 2015, ISBN 978-3-451-34251-6.
- Was mein Leben reicher macht. Glücksmomente für jeden Tag 2016. Harenberg Wissenskalender. Harenberg, Mannheim 2015, ISBN 978-3-8400-1142-9.
- (mit Jutta Hoffritz) Hümmelchen oder Schneidteufel. Das Beste aus der ZEIT-Rubrik „Mein Wort-Schatz“. Verlag Herder, Freiburg 2016, ISBN 978-3-451-33293-7.
- Was mein Leben reicher macht. Glücksmomente für jeden Tag 2017. Harenberg Wissenskalender. Harenberg, Mannheim 2016, ISBN 978-3-8400-1467-3.

### Buchbeiträge
- Miteinander eine Schülerzeitung machen. In: Treffpunkt Mensch. Reportagen, Fotos, Texte, hrsg. von Gerhard Eberts und Robert Schäfer. Verlag Herder, Freiburg 1987, ISBN 3-451-20488-6.
- Zur Horváth-Rezeption seit 1945. In: Ödön von Horváth, suhrkamp taschenbuch materialen, hrsg. von Traugott Krischke. Suhrkamp Taschenbuch Bd. 2005, Suhrkamp, Frankfurt am Main 1981, ISBN 3-518-38505-4.
- Die Wirklichkeit entsteht auf Umwegen. Kollegialer Disput auf der Rückfahrt von einem (offensichtlich anstrengenden) Fototermin. In: Medien und Moral. Ungeschriebene Regeln des Journalismus, hrsg. von Hermann Boventer. Universitätsverlag, Konstanz 1988, ISBN 3-87940-321-X.
- „Flaschenkinder“ und freie Marktwirtschaft. Unter dem Pseudonym Mathias Hacker in: Nestlé, Milupa … Babynahrung in der Dritten Welt, hrsg. von Ekkehard Launer. Lamuv Verlag, Göttingen, 1991, ISBN 3-88977-247-1.
- Die Steigung von Batalha. Weg damit! Der Hometrainer. In: Weg damit! 25 Reportagen vom lustvollen Abschaffen mit vier Zwischenrufen und einem „Her damit!“ Hrsg. von Bernd Müllender. Verlag Herder, Freiburg 1995, ISBN 3-451-04339-4.
- Reine Glaubenssache. Der ehrlichste Wein der Welt. In: Österreich für Feinschmecker. Das kulinarische Jahrbuch 1995. Hrsg. von Christoph Wagner und Robert Sedlaczek. Deuticke, Wien 1994, ISBN 3-216-30106-0.
- Was wir uns antun. In: [Felix Mitterer]. Materialien zu Person und Werk. Haymon Verlag, Innsbruck 1995, ISBN 3-85218-199-2.
- Der Teufel hat den Schnaps gemacht. Osttiroler Impressionen. In: Österreich für Feinschmecker. Das kulinarische Jahrbuch 1997. Hrsg. von Christoph Wagner und Robert Sedlaczek. Deuticke, Wien 1996, ISBN 3-216-30248-2.
- Le nu igen, Rafael (dän.). In: Det Bedstes Bøger. Bd. 189. Forlaget Det Bedste, Kopenhagen 1999, ISBN 87-7411-294-5.
- Rafael. In: Reader’s Digest Auswahlbücher. Verlag Das Beste, Stuttgart - Zürich - Wien 1999, ISBN 3-87070-813-1.
- Rafael. In: Det Bästas Bokval (schwed.). Bd. 203. Reader’s Digest, Stockholm 1999, ISBN 91-7030-263-4.
- Frau Langstrumpf hat 'nen Mann am Bein. Ein Interview mit Astrid Lindgren. In: Astrid Lindgren. Zum Donnerdrummel! Ein Werk-Porträt, hrsg. von Paul Berf und Astrid Surmatz. Rogner & Bernhard, Hamburg 2001, ISBN 3-8077-0160-5.
- Rafik Schami. In: Ich habe einen Traum. Das Beste aus der Leben-Serie. Kiepenheuer & Witsch, Köln 2002, ISBN 3-462-03144-9.
- Wie man in Deutschland kocht und isst. In: Leben in Deutschland. Anatomie einer Nation. Hrsg. von Theo Sommer. Kiepenheuer & Witsch, Köln 2004, ISBN 3-462-03414-6.
- Ein Urlaub wie im Bilderbuch. In: Zeitreise. Mit Elvia durch fünf Jahrzehnte: 1956–2006. MSB Matthes & Seitz, Berlin 2006, ISBN 3-88221-380-9.
- „Ich bin immer auf Bäume geklettert und auf Dächer“. Interview mit Astrid Lindgren. In: Die Jahre sind mein Lebensglück. Schriftsteller über das Altern. Hrsg. von Petra Müller und Rainer Wieland. Knesebeck, München 2008, ISBN 978-3-89660-559-7.
- Fingerfood. In: Das Inspirationsbuch 2009. Kraft schöpfen, Leben genießen. Hrsg. von Gabriele Hartlieb. Verlag Herder, Freiburg 2008, ISBN 978-3-451-06026-7.
- Schmeckt's? Essen und Trinken im ZEITmagazin. In: Best Of. Das Beste aus dem ZEITmagazin. Zeitverlag, Hamburg 2010, ISBN 978-3-8419-0059-3.
- Soll man einem Jungen eine Puppe schenken? Nebst anderen Beiträgen in: Der Elternknigge. Ein unprofessioneller Erziehungsberater, hrsg. von Matthias Kalle und Tanja Stelzer. Bloomsbury, Berlin 2010, ISBN 978-3-8270-0961-6.
- Wolfgang Niedecken. In: Ich habe einen Traum. Edel, Hamburg 2012, ISBN 978-3-8419-0176-7.